# George F. Brumm
George Franklin Brumm (* 24. Januar 1880 in Minersville, Schuylkill County, Pennsylvania; † 29. Mai 1934 in Philadelphia, Pennsylvania) war ein US-amerikanischer Politiker. Zwischen 1923 und 1934 vertrat er zweimal den Bundesstaat Pennsylvania im US-Repräsentantenhaus.

## Werdegang
George Brumm war der Sohn des Kongressabgeordneten Charles N. Brumm (1838–1917). Er besuchte die öffentlichen Schulen seiner Heimat und studierte danach bis 1901 an der University of Pennsylvania in Philadelphia. Nach einem Jurastudium und seiner Zulassung als Rechtsanwalt begann er in diesem Beruf zu arbeiten. Im Jahr 1916 war er mit der Nationalgarde seines Staates bei einem Konflikt mit Mexiko an der Grenze beider Staaten eingesetzt. Danach fungierte er als Wahlbeauftragter (Election Commissioner) des Staates Texas. Während des Ersten Weltkriegs war er Anwalt für die Einberufungsbehörde (Conscription Board). Politisch war er Mitglied der Republikanischen Partei. In den Jahren 1918 und 1920 kandidierte er jeweils noch erfolglos für den Kongress.
Bei den Kongresswahlen des Jahres 1922 wurde Brumm dann aber im 13. Wahlbezirk von Pennsylvania in das US-Repräsentantenhaus in Washington, D.C. gewählt, wo er am 4. März 1923 die Nachfolge von Fred Benjamin Gernerd antrat. Nach einer Wiederwahl konnte er bis zum 3. März 1927 zwei Legislaturperioden im Kongress absolvieren. Seit 1925 war er Vorsitzender des Ausschusses zur Kontrolle der Ausgaben des Marineministeriums. Im Jahr 1926 wurde er von seiner Partei nicht mehr zur Wiederwahl nominiert. Bei den Wahlen des Jahres 1928 wurde Brumm erneut im 13. Distrikt seines Staates in den Kongress gewählt, wo er am 4. März 1929 Cyrus Maffet Palmer ablöste, der zwei Jahre zuvor sein Nachfolger geworden war. Nach zwei Wiederwahlen konnte er dort bis zu seinem Tod am 29. Mai 1934 verbleiben. Diese Zeit war von den Ereignissen der Weltwirtschaftskrise bestimmt. Seit 1933 wurden die ersten New-Deal-Gesetze der Roosevelt-Regierung verabschiedet, denen Brumms Partei eher ablehnend gegenüberstand.